# Бернард Корлеонский
Бернард Корлеонский (итал. Bernardo da Corleone, 6 февраля 1605 года, Корлеоне — 12 января 1667 года, Палермо) — католический святой, монах-капуцин с Сицилии.

## Биография
Родился в городе Корлеоне в Королевстве Сицилия. Настоящее имя — Филиппо Латино. Его отец был сапожником и пытался привлечь сына к ремеслу, но Филиппо это занятие не привлекало и после смерти отца стал солдатом. Обладал прекрасными способностями к фехтованию, часто дрался на дуэлях и получил прозвище «лучший клинок Сицилии». На процессе его беатификации свидетели показывали, что до своего обращения к Богу Филиппо «быстро вытаскивал шпагу в ответ на малейшую провокацию».
Однажды во время очередной дуэли он смертельно ранил противника, и, чтобы избежать кровной мести, укрылся в монастыре францисканцев-капуцинов. Здесь он пережил глубокое духовное обращение и принял решение порвать с прежней греховной жизнью и стать монахом. 13 декабря 1632 года он принёс вечные обеты в ордене капуцинов и принял монашеское имя Бернард.
Подвизался в нескольких сицилийских монастырях, последние 15 лет жизни провёл в Палермо. Отличался глубокой набожностью и крайне аскетическим образом жизни: семь раз день он бичевал себя до крови, спал несколько часов на деревянной доске с куском дерева вместо подушки, большую часть года проводил на хлебе и воде. Уделял большое внимание уходу за больными и продолжительным молитвам, с радостью брался за самую грязную и тяжёлую работу".
Прославился в том числе, как защитник и целитель животных, что было весьма необычно для того времени. Он сострадал им, а местные жители приводили к нему заболевшую скотину с просьбой об исцелении.
Скончался в 1667 году в Палермо.

## Прославление

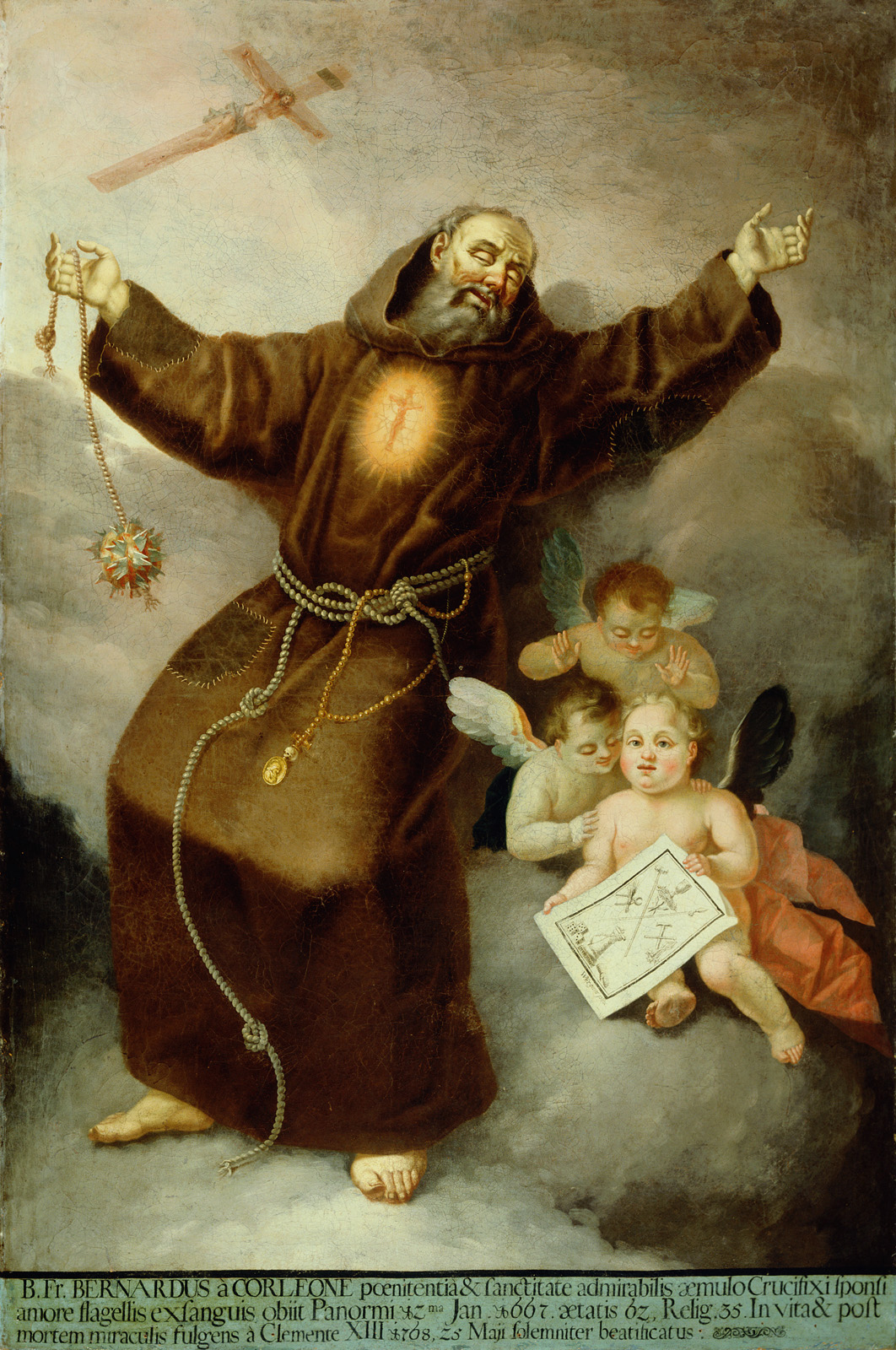
Ф. Бергант. Св. Бернард Корлеонский

Почитался святым уже при жизни, на его похороны собрались толпы людей. Биографы сообщают о чудесах, которые происходили на его могиле. В 1767 году папа Климент XIII беатифицировал его, 10 июня 2001 года папа Иоанн Павел II канонизировал Бернарда Корлеонского.
День памяти в католической церкви — 12 января.